# إدوارد نورتون
إدوارد هاريسن نورتون (بالإنجليزية: Edward Harrison Norton)، (من مواليد 18 أغسطس 1969)، هو ممثل وصانع أفلام أمريكي. حصل على العديد من الجوائز والترشيحات، بما في ذلك جائزة غولدن غلوب وثلاثة ترشيحات لجوائز الأوسكار.
وُلد نورتون في بوسطن ونشأ في كولومبيا، بولاية ماريلاند، حيث كانت العروض المسرحية في الأماكن المحلية تجذبه في فترة طفولته. عمل بعد تخرجه من كلية ييل في عام 1991، لبضعة أشهر في اليابان قبل انتقاله إلى مدينة نيويورك لممارسة مهنة التمثيل. حصل على تقدير كبير وسريع بعد أول ظهور له في فيلم بريمال فير )الخوف البدائي( (1996)، والذي حصل عليه على جائزة غولدن غلوب لأفضل ممثل مساعد بالإضافة إلى ترشحه لجائزة الأوسكار التي تنتمي إلى نفس الفئة. حصل دوره المتمثل في نازي إصلاحي جديد في أميريكان هيستوري إكس (التاريخ الأمريكي إكس) (1998) على جائزة الأوسكار لأفضل ممثل. وقد لعب دور البطولة في فيلم فايت كلاب (نادي القتال) (1999)، الذي حصل على قاعدة جماهيرية كبيرة.
تحوّل نورتون لمجال الإخراج بداية عقد2000. أسس شركة الإنتاج المسماة كلاس 5 للأفلام في عام 2003، وكان مخرجًا أو منتجًا لعدة أفلام، مثل كيبينغ ذا فيث )الحفاظ على الإيمان( (2000) وداون إن ذا فالي )أسفل الوادي( (2005) وذا بينتيد فيل )الستار المطلي( (2006). استمر في تلقي النقد على أدواره التمثيلية في بعض الأفلام مثل ذا سكور )الهدف( (2001) والساعة 25 (2002) و وذا إلوسينوست )المخادع( (2006) ومونرايز كينغدوم )مملكة بزوغ القمر( (2012) وذا غراند بودابيست أوتيل )فندق بودابست الكبير( (2014). تتمثل أعظم نجاحاته التجارية في ريد دراغون )التنين الأحمر( (2002) وكينغدوم أوف هيفين )مملكة السماء( (2005) وذا إنكريدبل هولك )هولك الخارق( (2008) وذا بورن ليغاسي )ميراث بورن( (2012). حصل نورتون لدوره في الكوميديا السوداء بيرد مان )الرجل الطائر( (2014)، على جائزة أوسكار أخرى لأفضل ممثل مساعد.
على الرغم من الثناء الشديد والنقد الإيجابي لشركة نورتون، إلا أنها اكتسبت سمعة سيئة بسبب صعوبة التعامل معها، إذ كان لديها العديد من التجاوزات، بما في ذلك وقائع تحرير العروض النهائية وإعادة كتابة السيناريوهات ضد إرادة بقية المنتجين. لم يعرب نورتن عن اهتمامه بأن يكون واحدًا من المشاهير وأراد الحفاظ على شؤون حياته الخاصة. ينشط نورتون خارج التمثيل وصناعة الأفلام في المجال البيئي، بالإضافة لكونه رجل أعمال اجتماعي، وهو أحد أمناء مجتمع المؤسسات المشتركة، وهي منظمة غير ربحية، تدافع عن حق الإسكان لميسوري المال، كما يشغل منصب رئيس الفرع الأمريكي لصندوق شعب ماساي ويلديرنس ترست. وعُين أيضًا سفيرًا للأمم المتحدة للنوايا الحسنة للتنوع البيولوجي. وهو متزوج من المنتجة السينمائية الكندية شونا روبرتسون، ولديهما طفل واحد.

## نشأته
ولد إدوارد نورتون في 18 أغسطس عام 1969 في بوسطن، ونشأ وترعرع في مقاطعة كولومبيا بولاية ميريلاند من أب محامي ومن أم معلمه للغه الإنجليزية.بدأ شغفه بعالم التمثيل منذ ان كان صغيرا بعمر الخمس سنوات عندما اصطحبته مربيته التي كانت تحاول أن تصبح ممثله إلى عرض مسرحي لرواية سندريلا.بعد تخرجه من المدرسة.التحق ادوارد باحدى الجامعات المتخصصة لدراسة التاريخ وكان في نفس الوقت طالبا نشيطا في مشاركات الجامعة الفنية والمسرحية. حضر بعدها الكثير من الفصول المسرحية وعمل في أحد مسارح نيويورك خلف الكواليس. وفي نفس الوقت حصل على الدرجة الجامعية في تخصص التاريخ.

## السيرة السينمائية

### 1991-1994: بداياته
بعد خمسة أشهر في اليابان، انتقل نورتون إلى مدينة نيويورك، حيث بدأ مشواره المهني معتمدًا على نفسه. ولذلك، عمل في وظائف غريبة ليستطيع العيش في هذه المدينة الكبيرة. استغرق ستة أشهر في البحث عن تقنيات مختلفة للتمثيل المنهجي، مع تركيزه على طريقة التمثيل. حصل بعد ذلك على دروس من مدرب التمثيل تيري شرايبر بعد اكتشافه أنه يبحث عن مترجم ياباني لمساعدته في توجيه مسرحية في طوكيو. وصف نورتون تيري بأنه معلم عظيم شجع الطلاب على أن يصبحوا «ممثلين متعددي اللغات» مع اتقانهم لتقنيات مختلفة لتمثيل الأدوار المختلفة على أكمل وجه.
كتب نورتون أيضًا نصوصًا مسرحية في شركة التوقيع المسرحية ومثل على مسرح برودواي. لفت أدائه في مسرحية براين فريل المسماة «العشاق»، الكاتب المسرحي إدوارد آلبي، الذي استمتع بدور نورتون بمفرده. قدم نورتون في عام 1994، اختبارًا لدور أحد شخصيات مسرحية «العثور على الشمس» لآلبي ولكنه لم يحصل على الدور. وجد له آلبي دورًا جديدًا بدلاً من ذلك، وجعله يقرأ بعض الفقرات من كتاباته. أُعجب الكاتب المسرحي بأداء بروفة نورتون وجعله يمثل في العرض العالمي الأول. لاحظ آلبي أن نورتون ممثل نادر، وقال «لقد صدمتني موهبته حقًا». ذكر نورتون أن آل باتشينو هو من ألهمه لتتبع هذا المشوار، فقد بدأ هذا الأخير حياته المهنية أيضًا في المسرح بينما كان يكافح من أجل تأسيس نفسه في نيويورك.

### 1995-1999: نجاحه
اكتشفت وكيلة تجارب الأداء شيرلي ريتش، نورتون في عام 1995. ثم استأجر استوديو بالقرب من المسرح العام وقدم لها تجارب أداء لأعمال شكسبير. بعد أن أُعجبت بتمثيله، قدمته إلى المديرين التنفيذيين لدراما نوار للتمثيل في بريمال فير (الخوف البدائي)، وهو فيلم مقتبس من رواية ويليام ديهل لعام 1993. أُختير للعب هذا الدور من بين ألفي شخص آخر. صدر فيلم بريمال فير (الخوف البدائي) في عام 1996، وقدم نورتون دور آرون ستامبلر، وهو فتى كنيسة متهم بقتل رئيس أساقفة الروم الكاثوليك ويدافع عنه مارتن فيل (ريتشارد جير). وأشاد النقاد بأدائه المتميز. أشادت صحيفة شيكاغو سن تايمز أن شخصية نورتون «مقنعة تمامًا»، في حين وصفته صحيفة سان فرانسيسكو كرونيكل بـ «الممثل الذي يجب مشاهدته» بعد ظهوره الأول. حصل نورتون على جائزة الغولدن غلوب لأفضل ممثل مساعد، وترشح للفوز بجائزة الأوسكار في نفس الفئة لدوره في هذا الفيلم. لعب نورتون دور البطولة في فيلمين آخرين صدرا عام 1996؛ لعب دور هولدن سبنس في الفيلم الموسيقي «كل شخص يقول أنا أحبك» ودور المحامي آلان آيزكمان في دراما السيرة الذاتية ذا بيبول في إس. لاري فلينت (الشعب ضد لاري فلينت).
لعب نورتون في عام 1998، دور البطولة إلى جانب مات ديمون في فيلم راوندرز (اللاعبون)، والذي يتابع قصة حياة صديقين يحتاجان إلى المال بشدة فيضطران للعب البوكر لسداد ديونهما الضخمة. تلقى الفيلم وأداء نورتون استجابة إيجابية من النقاد والجمهور. كتبت مجلة انترتينمنت ويكلي أن تمثيله «حاضر ومتألق دائمًا»، في حين رأت صحيفة قارئ شيكاغو، أن شخصيته لم تكن جيدة بما يكفي لجعل الفيلم مثيرًا للاهتمام. وقد أكسبه دوره في دراما الجريمة أميريكان هيستوري إكس (التاريخ الأمريكي إكس)، الذي صدر في وقت لاحق من ذلك العام، شهرة واسعة النطاق. صور نورتون فيه ديريك فينيارد، النازي الإصلاحي الجديد، الذي تخلى عن أيديولوجيته السابقة بعد ثلاث سنوات من السجن. كان نورتون أثناء فترة الإنتاج، غير راضٍ عن العرض الأول للمخرج توني كاي. وبالتالي، تولى أمر المونتاج والتعديل (في الخفاء) وانتهى من العرض النهائي، الذي كان 40 دقيقة أطول من نسخة كاي. أشارت مجلة النيويوركر إلى أنه منح شخصية ديريك «جاذبية مثيرة وغامضة» ما جعل الفيلم لا يُنسى، في حين اعتبرت صحيفة شيكاغو تريبيون أن أدائه كان منافسًا قويًا للفوز بجائزة الأوسكار. تلقى نورتون ترشيح أوسكار لأفضل ممثل، وفاز بجائزة ساتالايت الذهبية في نفس الفئة.
لعب نورتون في فيلم فايت كلاب (نادي القتال) عام 1999، والذي أخرجه ديفيد فينشر، دور راوٍ مجهول غير موثوق به ويشعر بأنه محاصر في وظيفته بأصحاب الياقات البيضاء (كناية عن أصحاب الأعمال الحرة ورجال الأعمال والموظفين والإداريين). يعتمد الفيلم على رواية تشاك بولانيك لعام 1996. أخذ نورتون دروسًا في الملاكمة والتايكواندو والمصارعة للتحضير لهذا الدور. عُرض فيلم فايت كلاب (نادي القتال) لأول مرة في مهرجان البندقية السينمائي الدولي لعام 1999. أوضح نورتون أثناء الترويج للفيلم، أنه يبحث عن القيم المُتضاربة لجيل إكس، وهو أول جيل يتربى على شاشات التلفزيون وذلك بالنظر في «حالة اليأس والشلل التي يشعر بها الناس عند مواجهة هذا النظام الموروث الخالي من الإعلانات».

## وصلات خارجية
- إدوارد نورتون على موقع IMDb (الإنجليزية)
- إدوارد نورتون على موقع ميتاكريتيك (الإنجليزية)
- إدوارد نورتون على موقع الموسوعة البريطانية (الإنجليزية)
- إدوارد نورتون على موقع روتن توميتوز (الإنجليزية)
- إدوارد نورتون على موقع مونزينجر (الألمانية)
- إدوارد نورتون على موقع قاعدة بيانات الأفلام العربية
- إدوارد نورتون على موقع ألو سيني (الفرنسية)
- إدوارد نورتون على موقع ميوزك برينز (الإنجليزية)
- إدوارد نورتون على موقع تيرنر كلاسيك موفيز (الإنجليزية)
- إدوارد نورتون على موقع أول موفي (الإنجليزية)